# Michele Peressini
Michele Peressini (Udine, 1837 – ...) è stato un politico italiano.

## Biografia
Nato a Udine nel 1837, di professione geometra, fu per molti anni consigliere comunale della città friulana, ricoprendo anche la carica di assessore. Fu inoltre presidente del Monte di Pietà di Udine. Nel 1901 venne eletto sindaco di Udine con i progressisti e si dimise nel 1904.
Molto legato a Cassacco, sua abituale residenza estiva, ricoprì la carica di sindaco di quel comune dal 1911 al 1917.
Nel 2008 il comune di Cassacco ha intitolata a Michele Peressini la via dove sorgeva la sua villa, demolita negli anni sessanta del XX secolo.